# Palol de Rebardit
 Palol de Rebardit (en catalán y oficialmente Palol de Revardit) es un municipio español de la provincia de Gerona, Cataluña, situado en la comarca del Pla de l'Estany, al sur de Bañolas. Además de la capital municipal, incluye los núcleos de Riudellots de la Creu y Sant Martí de la Mota. Cuenta con una población de 465 habitantes (INE 2024).

## Historia

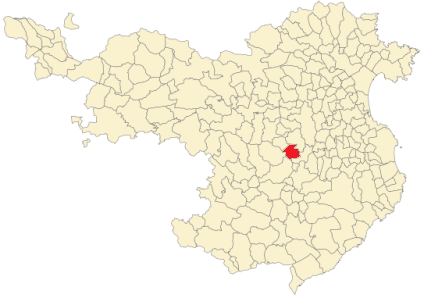
Situación de Palol de Rebardit en la provincia de Gerona

El conjunto de este territorio ha tenido un poblamiento antiguo, como lo demuestra la existencia del dolmen neolítico de la Mota y también en otros lugares se han encontrado testigos de ocupación de la época romana: tejas, ánforas, vidrios, cerámica y monedas. Tiene una superficie muy extensa de bosques suaves, pinos y encinas, hecho que, con la combinación controlada de edificaciones, conforma un paisaje natural privilegiado, y que anima a recorrerlo sea a pie o en coche.
Hacia mediados del siglo XIX, el lugar, ya por entonces cabecera de un ayuntamiento que integraba con Riudellots de la Creu y La Mota, tenía contabilizada una población de 83 habitantes. Aparece descrito en el duodécimo volumen del Diccionario geográfico-estadístico-histórico de España y sus posesiones de Ultramar de Pascual Madoz con las siguientes palabras:

PALOL DE REBARDIT: l. cab. de ayunt. que forma con la Mota y Riudellots de la Creu, en la prov., part. jud. y dióc. de Gerona (3 leg.), aud. terr. y c. g. de Barcelona (23). sit. sobre una pequeña colina, á la orilla izq. del arroyo Rebardit, en medio de otras alturas que le circuyen por todas partes, escepto opr la del E.; goza de buena ventilacion y clima templado y sano. Tiene 40 casas, 1 cas. ant. y bien conservado, con una torre de piedra silleria de mas de 40 varas de elevacion; 1 igl. parr. (S. Miguel, servida por un cura de ingreso de provision real y ordinaria. El térm. confina N. Cornellá; E. Sta. Leocadia del Terri; S. Ruidellots de la Creu, y O. La Mota. El terreno es arenoso; en la parte montuosa crece el roble, la encina y las matas bajas; abunda en canteras de piedra berroqueña. Los caminos son locales, de herradura. El correo se recibe de la cap. prod.: trigo, legumbres, vino y aceite; cria caza de perdices, conejos y liebres. ind.: 1 molino harinero. pobl.: 21 vec., 83 alm. cap. prod.: 1.534,400. imp.: 38,360.
(Madoz, 1849, p. 623)

## Demografía
Palol de Rebardit cuenta con una población de 465 habitantes (INE 2024).
| Gráfica de evolución demográfica de Palol de Rebardit entre 1842 y 2021 |
| |
| Población de derecho según los censos de población del INE Población de hecho según los censos de población del INEEn estos censos se denominaba Palol de Rebardit: 1842, 1857, 1860, 1877, 1887, 1897, 1900, 1910, 1920, 1930, 1940, 1950, 1960, 1970 y 1981 Entre el censo de 1857 y el anterior, crece el término del municipio porque incorpora a Ruidellots de la Creu |

## Comunicaciones
Se comunica por carretera por la GIV-5147.
La estación ferroviaria más cercana es la de Gerona. Ofrece trenes hacia capitales españolas y algunas ciudades europeas.
El aeropuerto más cercano es el de Gerona - Costa Brava, aeropuerto dominado por compañías de bajo coste, en particular Ryanair, que ofrece vuelos a aeropuertos secundarios de toda Europa.

## Premio Internacional de Poesía Sant Jordi
Organizado por el Grupo Plomes Poètiques el premio se celebra cada año en Palol de Rebardit.  Xavier Bosch, Carlos Pintado y Santiago López Navia son algunos de los autores premiados.

## Lugares de interés

### El castillo
Los orígenes de este castillo los encontramos el año 1075 que murió el obispo Bernat Bernat de Carcasona, hijo de Cornellá del Terri y personaje de una gran relevancia que se encontraba de viaje por estas tierras. 
Actualmente, de este castillo, restan lienzos de muralla y fragmentos del edificio principal que hoy se ha convertido en masía. Destaca, pero, la torre gótica, cuadrada, de considerable anchura y alzada que sobresale delante mismo de la iglesia de San Miguel y que pese a su austeridad es una construcción espectacular. Más separada hay una antigua torre circular que formaba parte de este recinto. 

### El pozo de hielo
El pozo de hielo de Palol es una construcción singular, previsiblemente de los siglos XVII y XVIII y es uno de los más grandes de estas características en toda la comarca del Pla de l'Estany. 
Tiene una profundidad de unos 10,45 metros y un diámetro de 8,35 metros. Su muy buen estado de conservación hace pensar que se aprovechara, posiblemente, para el comercio del hielo. 
Este pozo de hielo tiene las oberturas laterales, que eran las más corrientes. Además, algunos pozos tenían de cenitales. Era un pozo bastante sepulto y, a veces, se construían totalmente bajo tierra, por ganar aislamiento. La pared de piedra con una planta circular es la más habitual en la mayoría de estos pozos.